# Unterseeboot type XVII
 (septembre 2024).
L' U-Boot de type XVII est un petit sous-marin anaérobie côtier à moteur Walter construit pour la Kriegsmarine pendant la Seconde Guerre mondiale. Les submersibles de ce modèle ou type, sont équipés de système de propulsion utilisant le peroxyde d'hydrogène à forte concentration comme carburant, ne nécessitant pas d'oxygène.

## Contexte
En 1930, Hellmuth Walter était convaincu que son système de turbine à gaz conduit par le peroxyde d'hydrogène serait un système de propulsion idéal pour les sous-marins. En 1939, il développa le navire expérimental V-80. Au printemps 1940, les chantiers navals de Germaniawerft lancèrent enfin le prototype Versuchs-U-Boot 80. Avec Walter à son bord, le sous-marin atteint en plongée la vitesse impressionnante de 28,1 nœuds. 
En novembre 1940, le Großadmiral de la Kriegsmarine Erich Raeder, le commandant en chef de la construction navale Werner Fuchs et l'amiral Karl Dönitz assistent à une démonstration du V-80. L'amiral Dönitz est enthousiaste, mais Fuchs et Raeder ne sont pas convaincus, car les problèmes d'utilisation du peroxyde d'hydrogène ne sont pas encore résolus. Dans ces conditions, seule la construction d'un petit sous-marin côtier est lancée, le futur type XVII, au grand dam de Dönitz, qui espérait un projet plus ambitieux.
Une première commande est passée à l'été 1942 portant sur quatre sous-marin de type XVIIA.

## Construction

Les sous-marins de type XVII

Les deux premiers U-Boote mis en service sont les U-792 et U-793. Désignés Wa 201, ils sont construits par Blohm + Voss en 1943.
Les deux autres sous-marin de type XVIIA sont les U-794 et U-795. Désignés Wk 202, ils sont construits par l'Arsenal Germania à Kiel et mis en service en avril 1944.
En mars 1944, l'U-793 atteint la vitesse de 22 nœuds en plongée avec l'amiral Dönitz à bord.
 En juin 1944, pendant des essais, l'U-792 atteint la vitesse de 25 nœuds en plongée.
Les sous-marins de type XVIIA se sont révélés très difficiles à manier à grande vitesse et les constructeurs ont été confrontés à de nombreuses pannes mécaniques. Une grande quantité de puissance était perdue en raison d'une contre-pression accrue sur l'échappement[pas clair] en profondeur. En outre, le rapport longueur/largeur est trop élevé, ce qui entraînait une résistance élevée.
Le commandant Fuchs a soutenu que la construction d'un nouveau type de U-Boot entraverait les efforts de production, sans infléchir Dönitz ; le 4 janvier 1943, la Kriegsmarine ordonne la construction de 24 sous-marins de type XVII.
La construction des nouveaux sous-marins opérationnels de type XVII - le type XVIIB - a débuté au chantier naval de Blohm + Voss à Hambourg. Le type XVIIB, contrairement au XVIIA, n'avait qu'une seule turbine.
Le chantier devait construire 12 sous-marins, de l'U-1405 à l'U-1416. Mais face à un grand nombre de commandes des sous-marins de type XXI, la Kriegsmarine réduit l'ordre à six.
Trois U-Boote de type XIIB sont construits par la société Blohm + Voss entre 1943 et 1944 : l'U-1405, U-1406 et U-1407. L'U-1405 a été achevé en décembre 1944, l'U-1406 en février 1945, et l'U-1407 en mars 1945.
Trois autres bateaux (U-1408 à U-1410) étaient en cours de construction à la fin de la guerre. Six autres commandes de type XVIIB (U-1411 à U-1416) sont annulées au cours de la guerre, en faveur des sous-marins de type XXI.

## Types en projet
Douze types XVIIG de conception légèrement améliorée, du U-1081 au U-1092, ont été commandés en même temps à Germaniawerft, mais leurs constructions ne furent jamais lancées.
Un type projeté XVIIK aurait abandonné le système Walter pour deux moteurs Diesel à cycle fermé, utilisant de l'oxygène pur à partir de réservoirs embarqués.

## Après-guerre

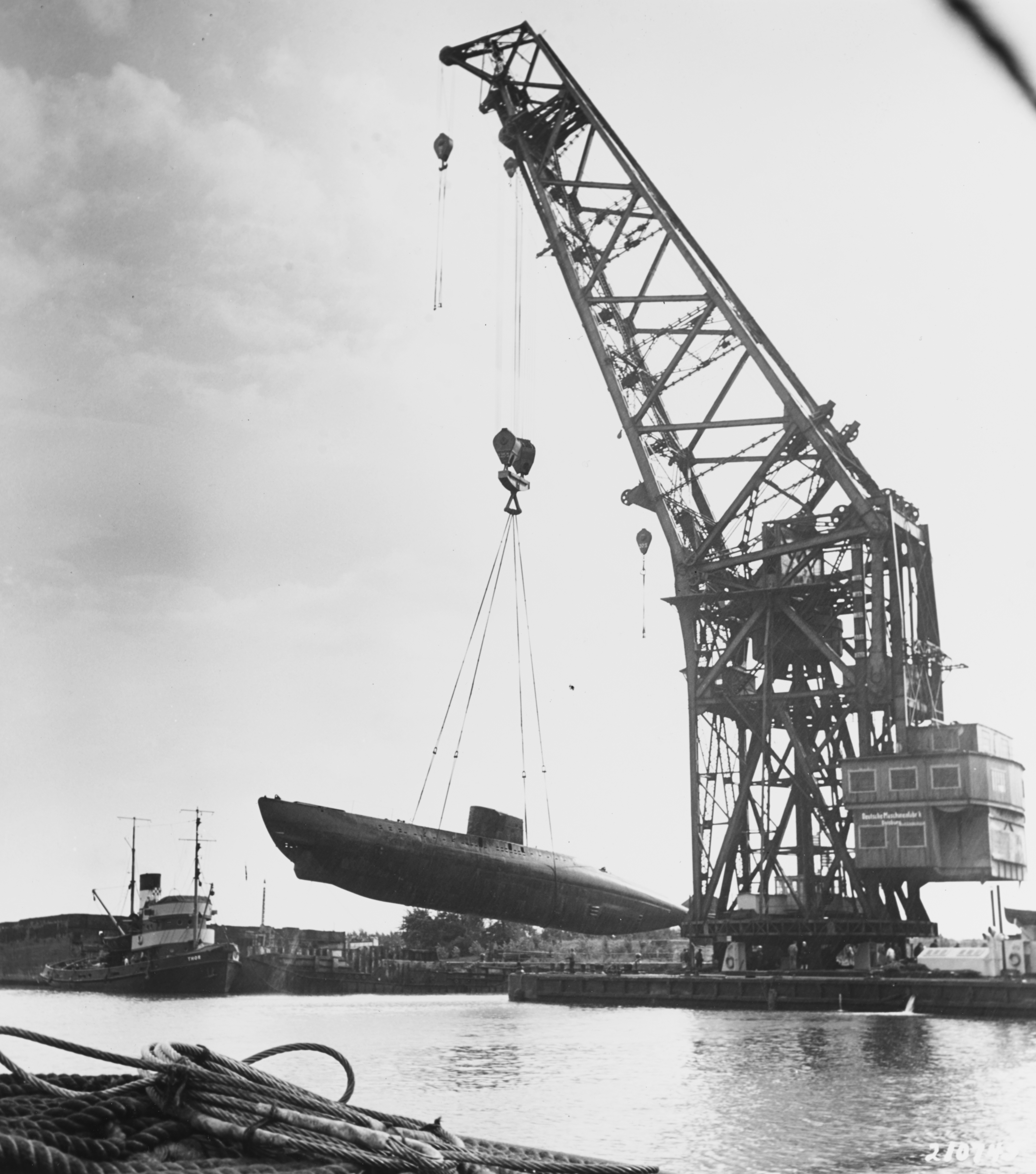
L'U-1407 au chantier naval de Kiel, en août 1945

Les trois sous-marins de type XVIIB achevés ont été sabordés par leurs équipages à la fin de la Seconde Guerre mondiale, l'U-1405 à Flensburg, l'U-1406 et l'U-1407 à Cuxhaven, tous dans la zone d'occupation britannique. L'U-1406 et l'U-1407 ont été sabordés le 7 mai 1945 par l'Oberleutnant zur See Gerhard Grumpelt, alors que son officier supérieur, le Kapitän zur See Kurt Thoma (en), avait interdit de telles actions. Grumpelt a ensuite été condamné à 7 ans d'emprisonnement par un tribunal militaire britannique.
Lors de la Conférence de Potsdam en juillet 1945, l'U-1406 a été attribué aux États-Unis et l'U-1407 à la Grande-Bretagne, et les deux ont été rapidement sauvés. Les U-1408 et U-1410 inachevés ont été découverts par les forces britanniques lors de leurs entrées au chantier Blohm & Voss à Hambourg.
L'U-1406 n'a pas été remis en service, il fut démoli dans le port de New York après le 18 mai 1948. Seul son système de propulsion a été utilisé pour des tests approfondis pour la Marine américaine.
L'U-1407 a été réparé et reprit le service le 25 septembre 1945 sous le nom de HMS Meteorite avant d'être démoli en 1949.

## Liste des U-Boote
Type XVIIA
Wa 201 — Blohm + Voss, Hambourg
- U-792
- U-793

Wk 202 — Germaniawerft, Kiel
- U-794
- U-795

Type XVIIB — Blohm + Voss, Hambourg
- U-1405 — sabordé en mai 1945
- U-1406 — sabordé en mai 1945, renfloué et transporté aux États-Unis ; démoli après le 18 mai 1948
- U-1407 — sabordé en mai 1945, renfloué, réparé et a servi comme le HMS Météorite jusqu'en 1949
- U-1408 à U-1410 — inachevé à la fin de la guerre
- U-1411 à U-1416 — contrat annulé avant le début de la construction